# Fagopyrum acutatum
Fagopyrum acutatum (Lehm.) Mansf. ex K.Hammer – gatunek rośliny z rodziny rdestowatych (Polygonaceae Juss.). Występuje naturalnie w Pakistanie, północnych częściach Indii i Mjanmy, w Nepalu, Bhutanie, Wietnamie oraz Chinach (w prowincjach Anhui, Fujian, Gansu (południowa część), Guangdong, Henan, Hubei, Hunan, Jiangsu, Jiangxi, Junnan, Kuejczou, Shaanxi, Syczuan i Zhejiang, a także w regionach autonomicznych – Kuangsi oraz Tybecie). 

## Morfologia
PokrójRoślina jednoroczna dorastająca do 40–100 cm wysokości. Pędy mają brązowoszarawą barwę.
LiścieBlaszka liściowa ma trójkątny kształt. Mierzy 4–12 cm długości oraz 3–11 cm szerokości, o oszczepowatej nasadzie i spiczastym wierzchołku. Ogonek liściowy jest nagi i osiąga 2–10 cm długości. Gatka ma brązową barwę i dorasta do 5–10 mm długości.
KwiatyZebrane w baldachogrona, rozwijają się w kątach pędów lub na ich szczytach. Listki okwiatu mają eliptyczny kształt i białą barwę, mierzą do 2–3 mm długości.
OwoceTrójboczne niełupki o jajowatym kształcie, osiągają 6–8 mm długości.

## Biologia i ekologia
Rośnie na wilgotnych łąkach. Występuje na wysokości od 1200 do 2800 m n.p.m. Kwitnie od kwietnia do października, natomiast owoce dojrzewają od maja do października. 

## Zastosowanie
Liście tego gatunku są spożywane jako warzywo, z kolei nasiona wykorzystywane są w leczeniu zaburzeń żołądkowych.